# Jan Jakubec (voják)
Jan Jakubec (18. ledna 1915, Tvrdošín – 29. ledna 2008, Praha) byl československý voják, který bojoval ve druhé světové válce.

## Život

### Mládí
Narodil se ve slovenském Tvrdošíně. Jeho otec byl pekař, který první roky Janova života strávil na východní frontě. Po absolvování obecné a měšťanské školy se přestěhovali do Podbielu, kde měl v úmyslu vyučit se strojním zámečníkem, z čehož sešlo a tak začal pracovat jako číšník v Žilině. Později byl zatčen a odsouzen na 14 dní za šíření komunistického letáku před volbami. V roce 1937 nastoupil vojenskou prezenční službu u 7. roty 41. pěšího pluku. Ve studiu na důstojnické škole mu zabránil předešlý pobyt ve vězení.

### Druhá světová válka
V květnu 1939 utekl přes polský Krakov a Gdyně do Francie. Kde měl v úmyslu vstoupit do cizinecké legie. Nakonec vstoupil do Armády spásy a pracoval jako číšník ve Vittelu. V září 1939 vstoupil do vznikající československé zahraniční armády, k 9. rotě 1. pěšího pluku. Vzhledem k tomu, že jako jeden z mála měl za sebou předválečný výcvik, tak se podílel na výcviku nováčků v Agde. Později byl přeřazen k ženijní rotě, se kterou po vypuknutí bitvy o Francii odjel na frontu. Před postupujícími Němci se stáhli do Bordeaux a odtud se přesunuli do Liverpoolu a později do Cholmondeley. Tam se zúčastnil vzpoury a byl vyloučen z československé armády a internován. Následně se podílel na budování opevnění na pobřeží. Později vstoupil do britské armády, kde sloužil u pomocných oddílů. V roce 1944 opět vstoupil do československé armády k samostatné obrněné brigádě, se kterou se zúčastnil bojů o Dunkerque. Zde byl také vyznamenán válečným křížem.

### Po druhé světové válce
Po válce se vrátil do Československa a v říjnu 1945 odešel do civilu v hodnosti svobodník. Poté pracoval v dělnických profesích. Byl členem Československého svazu protifašistických bojovníků a Československé obce legionářské. V roce 1999 byl povýšen na poručíka ve výslužbe. Zemřel 29. ledna 2008.